# Tossal de Viuet
El Tossal de Viuet és una muntanya de 1.302 metres que es troba entre els municipis del Pont de Suert i de Vilaller, a la comarca catalana de l'Alta Ribagorça.